# The Circus
The Circus е петият студиен албум на британската поп група Take That от 2008 година.
Това е вторият и последен албум на групата като четиричленен състав преди напускането на Джейсън Ориндж през 2014 г. Излизат общо пет сингъла – Greatest Day, Up All Night, The Garden, Said It All и Hold Up a Light.

## Списък на песните

### Оригинален траклист
1. The Garden – 5:07
2. Greatest Day – 3:59
3. Hello – 3:30
4. Said It All – 4:15
5. Julie – 3:53
6. The Circus – 3:33
7. How Did It Come to This – 3:10
8. Up All Night – 3:24
9. What Is Love – 3:27
10. You – 4:13
11. Hold Up a Light – 4:27
12. Here – 4:28
13. She Said (скрит трак) – 2:33

### Японско издание
1. Sleepwalking – 3:46
2. She Said (скрит трак) – 2:33